# Makara (magazine)
Pour les articles homonymes, voir Makara (homonymie).
Makara est un magazine féministe et artistique canadien, produit à Vancouver en Colombie-Britannique entre 1975 à 1978, par la Pacific Women’s Graphic Arts Co-operative en coopération avec Press Gang Publishers (en),,. Le travail du collectif ayant commencer durant l'année 1972-73.
Le magazine s'identifie comme Le magazine canadien pour les femmes et le peuple (The Canadian magazine by women for people) et cherche à explorer des alternatives aux structures traditionnelles des magazines et pour favoriser un changement social positif,. 
Après 13 publications, Makara cesse ses activités en raison d'un manque de ventes et de publicité permettant de couvrir les frais d'impression et les salaires,. La journaliste Eleanor Wachtel (en) explique que la problématique majeure des magazines et journaux féministes à travers le Canada est l'étalement d'une petite population sur 4 000 miles dans un rapport de 1983 nommé Feminist Print Media.
Le fonds d'archives du magazine a été remis à l'auteure Margo Dunn et est maintenant disponible aux archives de l'Université Simon Fraser de Vancouver.

## Référence
- (en) Cet article est partiellement ou en totalité issu de l’article de Wikipédia en anglais intitulé « Makara (magazine) » (voir la liste des auteurs).

1. ↑  (en) Jankola, Beth. private fonds. UBC Library Archives & Special Collections
2. ↑  (en) Canadian Lesbian and Gay Archives: List of Canadian Organizations
3. ↑  (en) Loewen, James. A trip down Commercial Drive's queer memory lane, Xtra West, October 29, 2007
4. ↑  (en) Pike, Lois. A Survey of Feminist Publishers and Periodicals in Canada, in in the feminine: women and words/les femmes et les mots conference proceedings 1983, Longspoon Press, 1983, p215
5. 1 2  (en) British Columbia Archival Union List « https://archive.today/20070529062501/http://aabc.bc.ca/access/aabc/archbc/display/SFU-126 »(Archive.org • Wikiwix • Archive.is • Google • Que faire ?), 29 mai 2007
6. ↑  (en) Hancock, Georffrey and Flitton, Marilyn G. "Literary Magazines in English".  The Canadian Encyclopedia.
7. ↑  (en) Wolfe, Margie. Working with Words: Feminist Publishing in Canada, in Still Ain't Satisfied eds: Fitzgerald, Wolfe, Guberman, The Women's Press, 1982,  (ISBN 0-88961-074-6), p. 267
8. ↑  (en) Wachtel, Eleanor. Feminist Print Media: Feminist Collections in Women's Studies Library Resources in Wisconsin, Winter 1983, p. 9. quoted in in the feminine: women and words/les femmes et les mots conference proceedings 1983, Longspoon Press, 1983, p215
9. ↑  (en) SFU Archives